# Domoljub (časnik)
Domoljub (1888–1944) je bil slovenski poljudni časopis.
Izhajal je v Ljubljani, sprva kot priloga Slovenca, od 1897 samostojno. Do leta 1906 je izhajal dvakrat mesečno, kasneje enkrat tedensko.  Od februarja do septembra 1925 je izhajal kot Novi Domoljub, kasneje spet kot Domoljub. Od leta 1908 je svoje izdaje dopolnil s prilogami Naš kmečki dom, Društvenik, Naša gospodinja, Občinska uprava, Domoljubove podobe, Gospodar, Mati in gospodinja, Novice v slikah, Gospodar in gospodinja, Gospodar in Gospodinja in mati. V teh letih je zamenjal kar nekaj odgovornih urednikov, med katerimi so najdaljši staž imeli Andrej Kalan, Ivan Rakovec in Jože Kosiček. Menjali so se tudi založniki: M. Kolar, Anton Kržič, Ivan Janežič, Evgen Lampe, Ignacij Žitnik, konzorcij Domoljuba, Franc Kulovec in Gregorij Pečjak. Tiskanje Domoljuba je bilo zaupano Katoliški tiskarni, Jugoslovanski tiskarni, Zadružni tiskarni in Ljudski tiskarni.
Slogan časopisa Domoljub je bil "Slovenskemu ljudstvu v pouk in zabavo".